# انتخابات پارلمانی آندورا (۲۰۲۳)
در انتخابات پارلمانی آندورا که در ۲ آوریل ۲۰۲۳ برگزار شد، ائتلاف لیبرال-محافظه‌کار بین دموکرات‌های آندورا (DA) و شهروندان متعهد (CC) اکثریت مطلق را به رهبری نخست‌وزیر خاویر اسپات به دست آوردند. این چهارمین دوره متوالی قانونگذاری است که دموکرات‌ها کشور را اداره می‌کنند. حزب جدید کونکورد در جایگاه دوم قرار گرفت و رهبری اپوزیسیون را که از سال ۲۰۱۹در اختیار حزب سوسیال دموکرات بود به دست گرفت و با از دست دادن چهار کرسی درمقام سوم قرار گرفت.